# Four Corners (Texas)
Pour les articles homonymes, voir Four Corners.
Four Corners est une census-designated place située dans le comté de Fort Bend, dans l’État du Texas, aux États-Unis. Sa population s’élevait à 12 103 habitants lors du recensement de 2020.